# Michel Carrega
Pour les articles homonymes, voir Carrega.
Michel Carrega, né le 25 septembre 1934 à Paris et mort le 26 septembre 2024 à Santa-Maria-di-Lota,,, est un tireur sportif français, résident près de Bastia en Costa Verde, également amateur de plongée sous-marine.
Il est longtemps le plus titré des tireurs français jusqu'à l'arrivée de Jean-Pierre Amat.
Il est le seul quadruple champion du monde de fosse olympique (Michael Diamond l'étant en groupant fosse (3) et double trap (1), Sándor Lumniczer étant de son côté doté de neuf couronnes mondiales, grâce à ses six titres obtenus avec l'équipe hongroise).
Seul manque à son palmarès un titre olympique dans sa spécialité.
En 1975, il est « les jambes » de l'une des émissions en soirée de la reprise télévisée de La Tête et les Jambes, animée par Pierre Bellemare et due à Jacques Antoine (5e aux Jeux Méditerranéens d'Alger la même année).
Yves Tronc (2003 et 2007), Bernard Blondeau (1981), Jean-Jacques Baud (1969) et Michel Prévost (1966) sont les quatre autres champions d'Europe individuels de la spécialité.
Un accident oculaire de décompression l'oblige à cesser définitivement toute activité de tir sur le tard.

## Citations
- Un marteau entre les mains d'un imbécile est plus dangereux qu'un fusil entre les mains d'un honnête homme.

## Palmarès

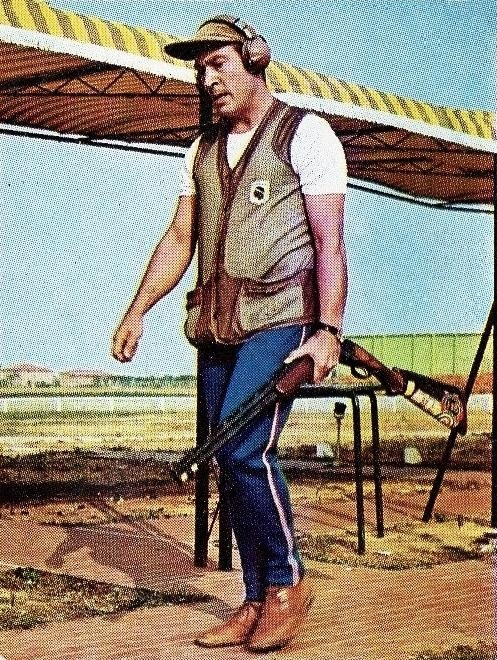
Michel Carrega vers 1973.

- Co-recordman du monde en 1974 (199/200) (avec l'Italien Angelo Scalzone en 1972 à Munich);

### Jeux olympiques
- Vice-champion olympique (médaillé d'argent) en 1972 à Munich (198/200) (12e en 1968; 31e en 1976; 5e en 1984);

### Championnats du monde de tir
- Champion du monde en 1970 (197/200, à Phoenix (Arizona)), 1971 (198/200, à Bologne), 1974 (199/200 - RM, à Berne) et 1979 (194/200, à Montecatini);
- Champion du monde par équipes en 1974 (578/600, à Berne);
  -  Vice-champion du monde par équipes en 1970 et 1982;
    -  3e du championnat du monde par équipes en 1971 et 1979;

### Championnats d'Europe de tir
- Champion d'Europe en 1968 en individuel (à Namur);
- Champion d'Europe par équipes en 1968 (Namur), 1973 (573/600, à Turin) et 1976 (378/400, à Brno);
  -  Vice-champion d'Europe en 1967 et 1970 en individuel;
  -  Vice-champion d'Europe par équipes en 1967 et 1971;
    -  3e du championnat d'Europe en 1969, 1972 et 1976 en individuel;
    -  3e du championnat d'Europe par équipes en 1966, 1969, 1972 et 1979;

### Championnats de France de tir
- Champion de France: à 21 reprises, dont 1968, 1970, 1971, 1975, 1976 et 1979 en individuel.

## Distinctions

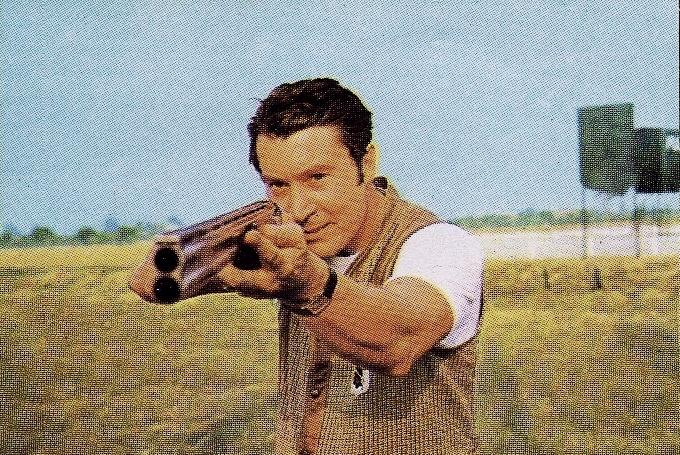
Michel Carrega aux JO de 1972 (Munich).

- Chevalier de la Légion d'honneur, des mains du premier ministre Pierre Messmer, le 7 février 1973 à l'Hôtel Matignon;
- Lauréat du Prix Claude Foussier de l'Académie des sports en 1970, pour ses actions dans le sport de tir, la protection de la nature et la qualité de vie;
- Lauréat du Prix Emmanuel Rocodanachi de l'Académie des sports en 1970, avec l'ensemble de l'équipe de France de Tir à la fosse Olympique, en tant que meilleure équipe nationale de l'année;
- Lauréat du Prix Guy Wildenstein de l'Académie des sports en 1971.

## Videothèque
- Ball-trap - Techniques et stratégies, DVD coll. Video Chasse, 1er janvier 2001 (réalisateur Jean-Luc Mailier, éd. VIDEOTEL);
- Ball-trap - Compak et parcours, DVD coll. Video Chasse, 1er janvier 2007 (réalisateur Christophe Perray, éd. VIDEOTEL).